# Heterochelus hybridus
Heterochelus hybridus är en skalbaggsart som beskrevs av Hermann Burmeister 1844. Heterochelus hybridus ingår i släktet Heterochelus och familjen Melolonthidae. Inga underarter finns listade i Catalogue of Life.